# Liste de principes actifs
Cette page liste des principes actifs utilisés en pharmacie.
- Haut – A
- B
- C
- D
- E
- F
- G
- H
- I
- J
- K
- L
- M
- N
- O
- P
- Q
- R
- S
- T
- U
- V
- W
- X
- Y
- Z

## A
- Abacavir
- Abatacept
- Abciximab
- Acamprosate
- Acarbose
- Acébutolol
- Acéclidine
- Acéclofénac
- Acédobène
- Acénocoumarol
- Acépromazine
- Acétarsol
- Acétazolamide
- Acétorphan
- Acétylcholine
- Acétylcystéine
- Acétylleucine
- Aciclovir
- Acide acétylsalicylique
- Acide acéxamique
- Acide alendronique
- Acide alginique
- Acide amidotrizoïque
- Acide ascorbique
- Acide aspartique
- Acide azélaïque
- Acide borique
- Acide canrénoïque
- Acide chondroïtine sulfurique
- Acide clavulanique
- Acide clodronique
- Acide cromoglicique
- Acide désoxyribonucléique
- Acide dimécrotique
- Acide édétique
- Acide étidronique
- Acide flavodique
- Acide folinique
- Acide folique
- Acide fusidique
- Acide gabodénique
- Acide gadopenténique
- Acide gadotérique
- Acide glutamique
- Acide ibandronique
- Acide ioxaglique
- Acide ioxitalamique
- Acide méfénamique
- Acide N-aspartylglutamique
- Acide nicotinique
- Acide niflumique
- Acide oxoglurique
- Acide pamidronique
- Acide panthoténique
- Acide para-aminobenzoïque
- Acide para-aminosalicylique
- Acide pipémidique
- Acide résidronique
- Acide salicylique
- Acide ténoïque
- Acide tiaprofénique
- Acide tiludronique
- Acide tranexamique
- Acide undécylénique
- Acide ursodésoxycholique
- Acide valproïque
- Acide zolédronique
- Acide gras oméga 3
- Acitrétine
- Acriflavine
- Actinoquinol
- Adalimumab
- Adapalène
- Adefovir
- Adénine
- Adénosine
- Adrafinil
- Adrénaline
- Aescine
- Albendazole
- Albumine
- Alcool benzylique
- Adesleukine
- Alemtuzumab
- Alfacalcidol
- Alfentanil
- Alfuzosine
- Alimémazine
- Alitrétinoïne
- Alizapride
- Allantoïne
- Allopurinol
- Alminiprofène
- Almitrine
- Almotriptan
- Aloès
- Alpha-amylase
- Alpha hydroxyvitamineD3
- Alpha-tocophérol
- Alprazolam
- Alprostadil
- Altéplase
- Altizide
- Aluminium
- Alvérine
- Amantadine
- Ambémonium chlorure
- Ambroxol
- Amifostine
- Amiloride
- Amiodarone
- Amisulpride
- Amitryptiline
- Amlodipine
- Amodiaquine
- Amorolfine
- Amoxapine
- Amoxicilline
- Amphotéricine B
- Ampicilline
- Aprénavir
- Amyléine
- Amylmétacrésol
- Anagrélide
- Anakinra
- Anastrozole
- Androstanolone
- Anétholtrithione
- Antithrombine humaine
- Apraclonidine
- Aprépitant
- Aprotinine
- Argent
- Arginine
- Aripiprazole
- Arnica extrait
- Arnica teinture
- Arsenic
- Artéméther
- Articaïne
- Asparaginase
- Atazanavir
- Aténolol
- Atorvastatine
- Atosiban
- Atovaquone
- Atracurium bésilate
- Atropine
- Auranofine
- Aurithiopropanolsulfonate
- Azathioprine
- Azélastine
- Azithromycine
- AZR
- Aztréonam

## B
- Baclofene
- Benazapril
- Bétahistine
- Bétaméthasone
- Bicalutamide
- Bisoprolol
- Borax
- Bromazepam
- Bromocriptine
- Budésonide
- Buprenorphine
- Buspirone

## C
- Candésartan
- Captopril
- Carbamazepine
- Carbidopa
- Carbocystéine
- Carvédilol
- Céfaclor
- Céfixime
- Cefpodoxime
- Cefuroxime
- Céliprolol
- Chlorhexidine
- Chlormadinone
- Ciclétanine
- Ciclopirox
- Ciclopiroxolamine
- Ciprofloxacine
- Citalopram
- Clarithromycine
- Clobétasol
- Clopidogrel
- Clozapine
- Codeine
- Cotrimoxazole
- Cyprotérone

## D
- Desloratadine
- Desogestrel
- Diacéréine
- Diazepam
- Diclofenac
- Diltiazem
- Diosmine
- Dompéridone
- Donezepil
- Doxycycline
- Dorzolamide
- Drosera teinture

## E
- Ébastine
- Éconazole
- Énalapril
- Esomeprazole
- Ethinylestradiol
- Exémestane

## F
- Fenofibrate
- Fentanyl
- Fexofenadine
- Finastéride
- Flécaïnide
- Fluconazole
- Fluoxetine
- Fluvastatine
- Fosfomycine
- Fosinopril
- Furosemide
- Fusidate de sodium

## G
- Gabapentine
- Gestodene
- Glibenclamide
- Gliclazide
- Glimeripide

## H
- Hexamidine
- Hexétidine
- Hydrocortancyl
- Hydrochlorothiazide
- Hydroxyzine

## I
- Ibuprofene
- Indapamide
- Ipratropium
- Irbesartan
- Isotretinoine

## K
- Ketoconazole
- Ketoprofene

## L
- Lactulose
- Lamotrigine
- Lansoprazole
- Latanoprost
- Lercanidipine
- Levetiracetam
- Levocetirizine
- Levodopa
- Levofloxacine
- Levonorgestrel
- Levothyroxine
- Loperamide
- Loratadine
- Lorazepam
- Losartan

## M
- Macrogol
- Magnesium
- Manidipine
- Mébévérine
- Meloxicam
- Memantine
- Metformine
- Metoclopramide
- Métroprolol
- Miansérine
- Minoxidil
- Mirtazapine
- Madofinil
- Molsidomine
- Montélukast
- misoprostol

## N
- Nébivolol

- Nifuroxazide

## O
- Ofloxacine
- Olmésartan
- Omeprazole
- Ondansetron
- Oxomémazine
- Oxybutynine

## P
- Pantoprazole
- Paracetamol
- Paroxetine
- Périndopril
- Phloroglucinol
- Pinaverium
- Piracétam
- Piroxicam
- Pravastatine
- Prazépam
- Prednisolone
- Prednisone
- Progesterone
- Propanolol

## Q
- Quinapril
- Quinine

## R
- Rabéprazole
- Raloxifène
- Ramipril
- Ranitidine
- Répaglinide
- Rosuvastatine

## S
- Sotalol
- Spiramycine
- Spironolactone
- Sulfaméthoxazole
- Sulpiride
- Sumatriptan

## T
- Tamoxifene
- Tamsulosine
- Terazosine
- Terbinafine
- Terbutaline
- Tetrazepam
- Thiocolchicoside
- Tiapride
- Timolol
- Tobramycine
- Topiramate
- Tramadol
- Trimébutine
- Trimetadizine
- Trolamine

## V
- Valaciclovir
- Valproate de sodium
- Valsartan
- Venlafaxine
- Vérapamil

## Z
- Zolmitriptan
- Zolpidem
- Zopiclone